# Koszmosz–670
A Koszmosz–670 (oroszul: Космос–670)  a szovjet Koszmosz műhold-sorozat tagja, technológiai műhold. A szabványos rendszerben épített, háromszemélyes, szkafanderes-kétszemélyes Szojuz űrhajó (7K-SZ) tesztrepülése.

## Küldetés
A továbbfejlesztett űrhajó kísérleti repülése volt. Navigációs, hírösszeköttetési, űrhajó-követési taktikák tesztje valósult meg.

## Jellemzői
Központi tervező iroda CKBEM <= Центральное конструкторское бюро экспериментального машиностроения (ЦКБЕМ)> (OKB-1 <= ОКБ-1>, most OAO RKK Energiya im. SP Korolev <= ОАО РКК Энергия им. С. П. Королёва>). Az űrhajót kis átalakítással emberes programra, teherszállításra és mentésre (leszállásra) tervezték.
1974. augusztus 6-án a Bajkonuri űrrepülőtér indítóállomásról egy Szojuz hordozórakétával (11A511U) juttatták Föld körüli, közeli pályára. Az orbitális egység pályája 89,5 perces, 50,6 fokos hajlásszögű, az elliptikus pálya perigeuma 211 kilométer, apogeuma 294 kilométer volt. Hasznos tömege 6570 kilogramm. Összesen 2 napot, 23 órát és 45 percet töltött a világűrben. A napelem-szárnyak a megnövelt teljesítményű akkumulátorokkal együtt szolgáltatták az energiát. Az űrhajó napelemek nélkül, kémiai akkumulátorokkal 14 napos program végrehajtására volt alkalmas.
Augusztus 9-én földi parancsra belépett a légkörbe és hagyományos módon – ejtőernyős leereszkedés – visszatért a Földre.